# Bataille de Koli Point
Deuxième Guerre mondiale
Batailles
Campagne de Guadalcanal

Terrestres : 
- Tulagi et Gavutu–Tanambog
- Tenaru
- Edson's Ridge
- Rivière Matanikau
- Henderson Field
- Offensive de la Matanikau
- Koli Point
- Carlson's patrol
- Monts Austen

Navales :
- Île de Savo
- Salomon orientales
- Cap Espérance
- Îles Santa Cruz
- Bataille navale de Guadalcanal
- Tassafaronga
- Ke
- Îles de Renell

La bataille de Koli Point est une action de combat dont le déroulement s'étale entre le 3 novembre 1942 et le 12 novembre 1942. Il s'agit d'un engagement armé entre des forces de l'U.S. Army, des Marines et de l'Armée impériale japonaise sur l'île de Guadalcanal durant la Campagne de Guadalcanal. Les forces américaines étaient sous le commandement général du Major General Alexander Vandegrift, tandis que les forces japonaises étaient sous celui du Lieutenant General Harukichi Hyakutake.
Au cours de cet engagement, des Marines américains du 7e régiment de Marines et des soldats du 164e régiment d'infanterie (en) de l'Armée des États-Unis, sous le commandement tactique de William H. Rupertus et Edmund Sebree, attaquèrent une concentration de troupes de l'armée japonaise, appartenant pour l'essentiel au 230e régiment d'infanterie et commandée par Toshinari Shōji. Les troupes de Shōji avaient marché vers la région de Koli point à la suite des opérations japonaises infructueuses contre les défenses américaines pendant la bataille de Henderson Field à la fin du mois d'octobre 1942.
Les forces américaines tentèrent d'encercler et de détruire les forces de Shōji. Bien que l'unité de ce dernier eut subi de lourdes pertes, lui et la plupart de ses hommes réussirent à échapper à la tentative d'encerclement et à s'enfuir vers l'intérieur de l'île de Guadalcanal. Alors que les troupes de Shoji s'efforçaient de rejoindre des positions japonaises dans une autre partie de l'île, elles furent poursuivies et attaquées par une patrouille de la taille d'un bataillon des Marine Raiders américains.

## La bataille
Tôt dans la matinée du 3 novembre, les cinq destroyers japonais présents dans la mission de ravitaillement arrivèrent à Koli Point et commencèrent à décharger cargaisons et troupes à 910 m à l'Est du bataillon de Herman H. Hanneken. Les forces d'Hanneken restèrent dissimulées et essayèrent en vain de contacter par radio leur quartier général pour les informer de ce débarquement. À l'aurore, après qu'une patrouille japonaise ai découvert les Marines, les deux camps engagèrent le combat à coups de mortier, de mitrailleuses et de plus petites armes. Peu après, les Japonais mirent en place et firent feu avec leurs deux canons de montagnes débarqués pendant la nuit. Hanneken, toujours dans l'incapacité de contacter son quartier général pour demander des renforts et qui devait désormais composer avec ses blessés et un manque de munition, décida de battre en retraite. Le bataillon d'Hanneken, qui se retirait, retraversa la rivière Metapona puis la rivière Nalimbiu 4 600 m plus à l'Ouest, où Hanneken put enfin, à 14h45, établir le contact avec ses supérieurs pour les informer de sa situation.

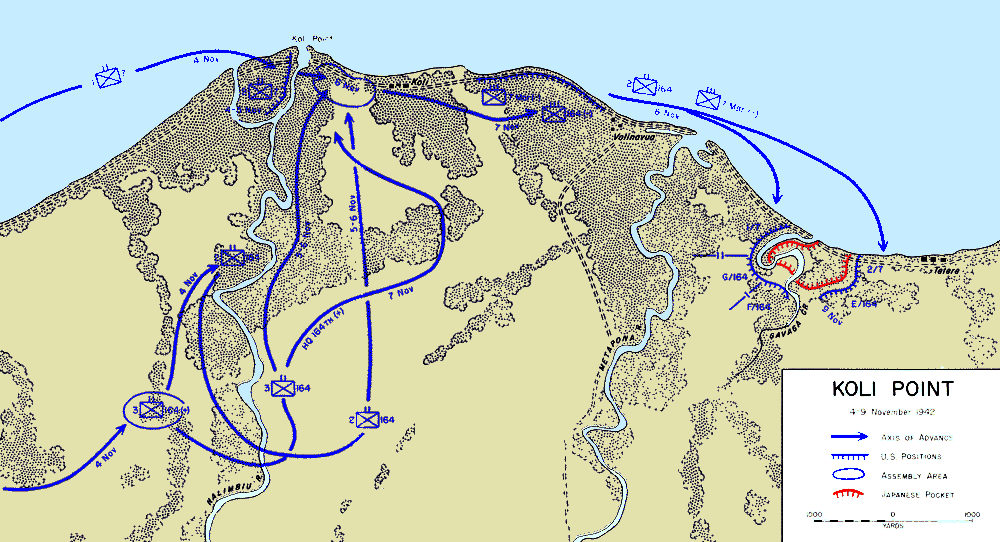
Carte de la bataille de Koli Point (Du 4 au 9 novembre 1942).

En plus du compte-rendu de Hanneken relatant la présence de forces japonais importantes à Koli Point, le personnel de Vandegrift était également en possession d'un document japonais capturé projetant de débarquer le reste de la 38e division d'infanterie à Koli pour attaquer les défenses Marines de Lunga Point par l'Est. Ignorant que les Japonais avaient abandonné cette stratégie, Vandegrift décida qu'il fallait immédiatement mettre un terme à la menace de Koli Point. Ainsi, il ordonna à la majorité des unités de Marines alors engagées à l'Ouest de la rivière Matanikau de revenir vers Lunga Point. Le bataillon de Lewis Puller eut pour ordre de se préparer à se déplacer vers Koli Point par bateau. Les 2e et 3e bataillons du 164e régiment d'infanterie devaient se préparer quant à eux à marcher vers la rivière Nalimbiu. Le 3e bataillon du 10e régiment de Marines commença à déplacer ses obusiers de 75 mm à travers la rivière Ilu pour fournir un renfort d'artillerie. Le brigadier general des Marines William H. Rupertus fut placé aux commandes de l'opération.